# Shapono

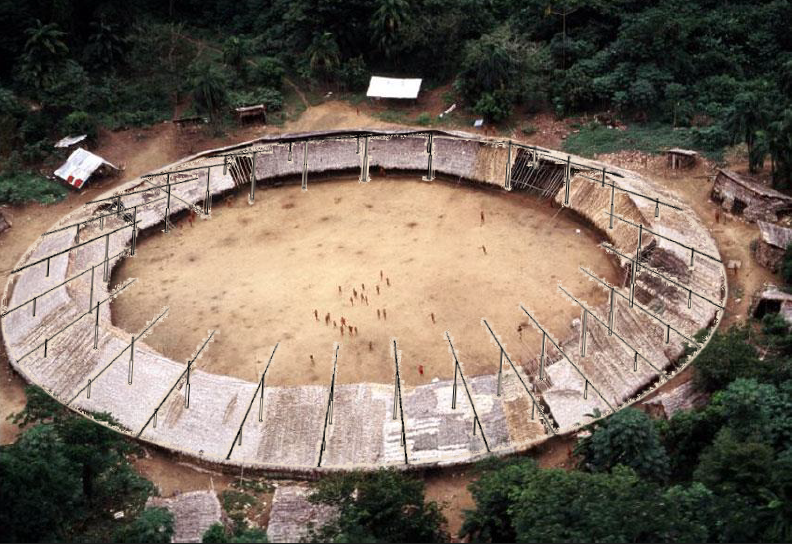
Shabonoanlage eines Yanomanidorfes

Ein Shapono, indigen xapono, andere Schreibweise Shabono, ist die Bezeichnung für ein Rundhaus, in dem die Yanomami in Südamerika leben.

## Beschaffenheit
Diese Form der Malocas wird hauptsächlich aus Pfosten, Ranken und Blättern errichtet und überdauert etwa zwei Jahre – danach wird es meist (wegen parasitischer oder lästiger Insekten) verbrannt.
In der Mitte ist ein großer unüberdachter Hof, nur die Ränder sind überdacht. Die Yanomami leben hier mit mehreren Familien – jede besitzt darin eine eigene Privatzone (mit Feuerstelle).